# Katjana Gerz

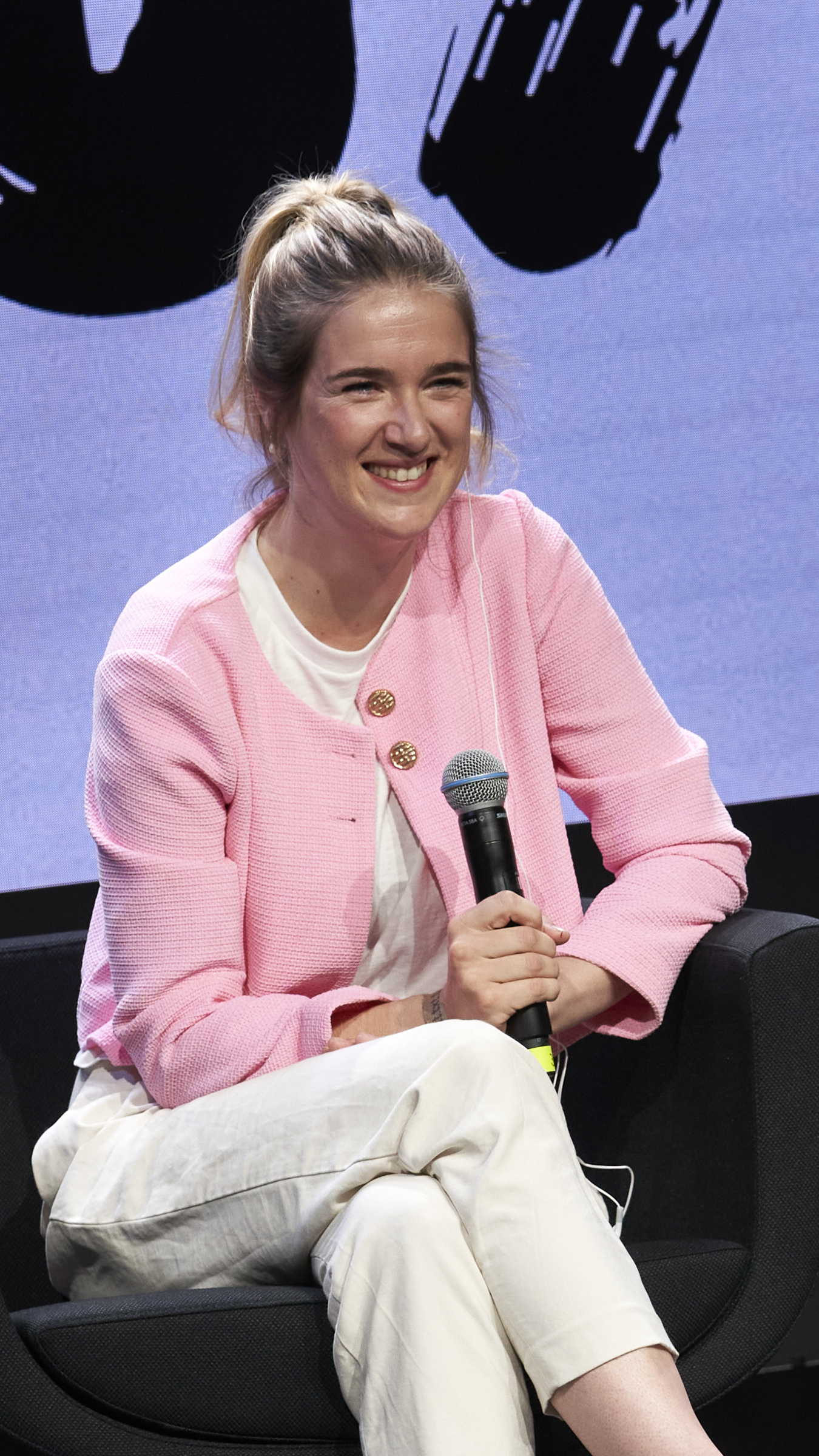
Katjana Gerz (2022)

Katjana Alexa Gerz (* 30. Juni 1985 in Hamburg) ist eine deutsch-US-amerikanische Schauspielerin und Moderatorin.

## Leben und Karriere
Gerz begann 1997 als Zwölfjährige an Schauspielkursen für Jugendliche in Santa Fe im US-Bundesstaat New Mexico teilzunehmen. Von 2001 bis zu ihrem Abschluss 2005 besuchte sie die St. Michael’s High School in Santa Fe. In Deutschland belegte sie von 2000 bis 2005 Schauspielkurse bei der privaten Schauspielschule Tiziani-Roth in Rheinland-Pfalz. Von 2007 bis 2012 folgte ein Schauspielstudium an der staatlichen Hochschule für Film und Fernsehen Potsdam-Babelsberg. Außer an Potsdamer Bühnen spielte sie in Berlin am Maxim-Gorki-Theater und am Theater Hebbel am Ufer. Ihr Filmdebüt gab Gerz 2009 in dem von Regisseur Andreas Schaap inszenierten Kinofilm Must Love Death. In der Folgezeit spielte sie in Hochschulfilmen und Kurzfilmen mit. Nach ihrem Studienabschluss war sie mehrfach in Fernsehproduktionen zu sehen. Von Oktober 2016 bis Dezember 2017 veröffentlichte sie zusammen mit Florentin Will Sketche auf dem YouTube-Kanal Gute Arbeit Originals, der vom öffentlich-rechtlichen funk-Netzwerk betrieben wurde.
Katjana Gerz ist zweisprachig aufgewachsen und spricht Englisch als Muttersprache sowie fließend Deutsch.
Seit 2021 ist sie Teil des Comedy-Podcasts Podcast Schmodcast mit Etienne Gardé und war schon davor unregelmäßig Moderatorin zusammen mit Gardé bei Formaten von Rocket Beans TV. Katjana Gerz ist seit 2021 bei der heute-show tätig und moderiert zudem bei OMR Festival, re_publica und bei Spotify Podcast Summit.

## Filmografie
- 2009: Must Love Death
- 2010: Philipp (Kurzfilm)
- 2011: SOKO Wismar (Fernsehserie, Episode 7x16)
- 2011: Notruf Hafenkante (Fernsehserie, Episode 5x21 Männer sind Schweine)
- 2011: Frontalwatte
- 2011: Brooklyn Is in Love (Fernsehserie)
- 2011: Jetzt aber Ballett (Fernsehfilm)
- 2011: Artisten
- 2011: Peter Pan ist tot (Kurzfilm)
- 2012: Komm, schöner Tod (Fernsehfilm)
- 2012: High Class Problem (Kurzfilm)
- 2012: Mysterien im Museum (Mysteries at the Museum, Fernsehserie, Episode 2x25)
- 2012: Dahoam is Dahoam (Fernsehserie, Episode 6x1009 Ohne Worte)
- 2012: Frigg’s Oath (Kurzfilm)
- 2012: Bedsteadied (Kurzfilm)
- 2013: Law & Order: Special Victims Unit (Fernsehserie, Episode 14x24 Nicht zu fassen)
- 2015: 30 Dates on Craigslist
- 2016–2017: Gute Arbeit Originals (Webserie, 98 Sketche)
- 2017: Großstadtrevier (Fernsehserie, Episode 31x01 Schuldig bei Verdacht)
- 2017: Hausbau mit Hindernissen (Fernsehfilm)
- 2017–2018: Neo Magazin Royale (Fernsehserie, 3 Episoden)
- 2018: Kroymann (Fernsehserie, Episode 1x02)
- 2018: War Dog (Kurzfilm)
- 2018: Blackmark
- seit 2019: Late Night Berlin
- seit 2021: heute-show
- seit 2021: MaiThink X – Die Show
- 2021: SOKO Köln (Fernsehserie, Episode Enno war’s)
- 2021: Bettys Diagnose (Fernsehserie, Episode … und du bist raus!)
- 2021: Rentnercops (Fernsehserie, Episode Auf den Hund gekommen)
- 2022: JGA: Jasmin. Gina. Anna.
- 2023: Gute Zeiten, schlechte Zeiten (Fernsehserie)
- 2024: Vorübergehend glücklich – Vredenhorst (Fernsehfilm)